# Последњи дани (филм из 1999)
Последњи дани (енгл. End of Days) је амерички натприродни хорор филм, са елементима акције из 1999. године режисера Питера Хајмса, са Арнолдом Шварценегером, Габријелом Берном, Кевином Полаком и Робин Тани у главним улогама. Радња прати бившег њујоршког полицајца, Џерика Кејна, који се након што спаси живот једном банкару од атентатора, нађе у сукобу са злим силама које су једну младу девојку одабрале да постане сатанина невеста.
Премијерно објављен у биоскопима САД 24. новембра 1999. године, а укупна зарада од филма износила је око 212 милиона $, што га у поређењу са продукцијским буџетом од 100 милиона $, чини финансијски исплативим пројектом.
Филм је првобитно, пре него што је Хајмс ангажован као режисер, понуђен Сему Рејмију и Гиљерму дел Тору али су обојица морали да одбију јер су били презаузети око других пројеката. Такође, интересантно је да је улога Џерика Кејна написана за Тома Круза, али он је уместо тога одабрао да ради на филму Магнолија, па је стога улога на крају припала Шварценегеру.
Филм је и поред солидног финансијског успеха на благајнама имао негативан пријем код публике и критичара, а и сам Шварценегер је касније изјавио да је Хајмс био потпуно погрешан избор за режисера, јер по његовим речима он није имао једноставно довољно потенцијала, али пошто га је препоручио Џејмс Камерон сви су се сложили да управо он режира филм.

## Радња
Радња филма почиње 1979. године у Ватикану, када један свештеник добије обавештење да ће бити рођена девојчица за коју пророчанство тврди да ће кроз двадесет година постати Сатанина невеста, а рођењем њиховог детета, означиће се крај човечанства. Двадесет година касније, Земља ишчекује долазак 2000. године, при чему се једни радују док други упозоравају на могуће проблеме. Бивши полицајац, Џерико Кејн се налази на рубу самоубиства откако је трагично изгубио породицу.
Са својим партнером Бобијем, ради као стручњак за безбедност а због депресије почиње све више да пије. Када се у граду заређају необичне несреће, Џерико ће се наћи усред остварења пророчанства, које каже да ће Сатана уочи доласка 2000. године потражити нову невесту и отворити врата пакла како би заувек уништио човечанство. Невеста је двадесетогодишња Кристин Јорк, која годинама пати од страшних визија. Ускоро ће Џерико морати да уложи максималне напоре како би заштитио Кристин и на тај начин спречио Сатанин зли план...

## Улоге
| Глумац             | Улога                      |
| ------------------ | -------------------------- |
| Арнолд Шварценегер | Џерико Кејн                |
| Габријел Берн      | Сатана (неименовани човек) |
| Кевин Полак        | Боби Чикаго                |
| Робин Тани         | Кристин Јорк               |
| Род Стајгер        | отац Ковак                 |
| Си Си Ејч Паундер  | детективка Марџ Франсис    |
| Дерик О’Конор      | Томас Акинас               |
| Миријам Маргољис   | Мејбел                     |
| Удо Кир            | главни свештеник           |
| Виктор Варнадо     | Албино                     |
| Марк Марголис      | Папа                       |
| Џон тимоти Ботка   | полицајац                  |
| Марк Лоренс        | старији човек              |
| Мајкл О’Хаган      | Ватикански Кардинал        |
| Дениз Д. Луис      | Емили Кејн                 |
| Рене Олстид        | Ејми Кејн                  |
| Џони Боргис        | скејтбордер                |
| Мо Галини          | монах                      |
| Рајнер Џад         | Кристина мајка             |